# キャットファイト

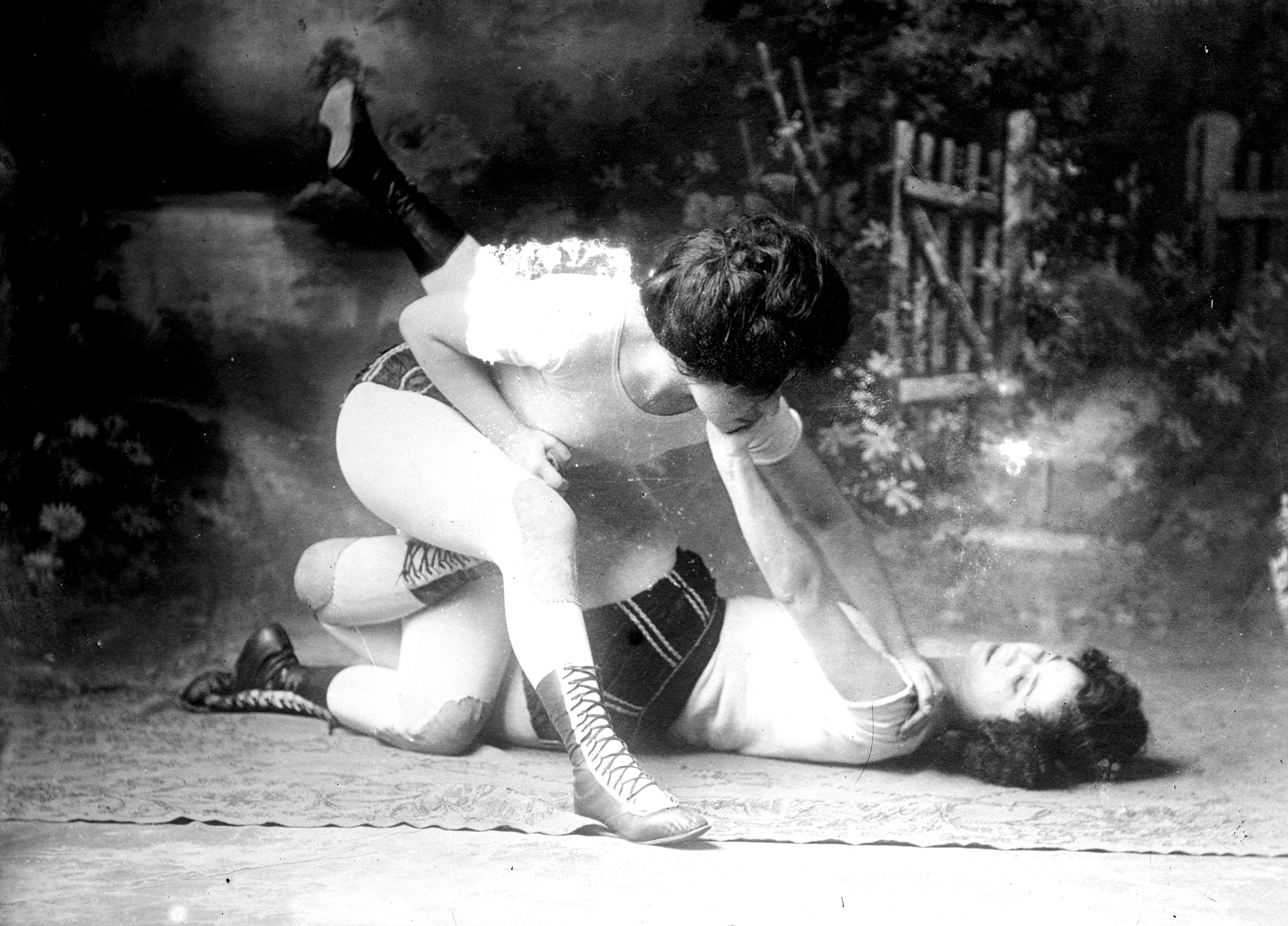
ベネット・シスターズによるキャットファイト（1948年）

キャットファイト（英語: catfight）は、女性同士の取っ組み合いの喧嘩またはそれを見せる興行のこと。
女性同士の喧嘩に性的興奮する者は存在するため、キャットファイトを見せる興行も存在し、ポルノやアダルトビデオのジャンルともなっている。また、女同士の素手の戦いを見せるエンターテイメント性の高い格闘技の興行試合として行われることもある。

## 興行試合

### 概要

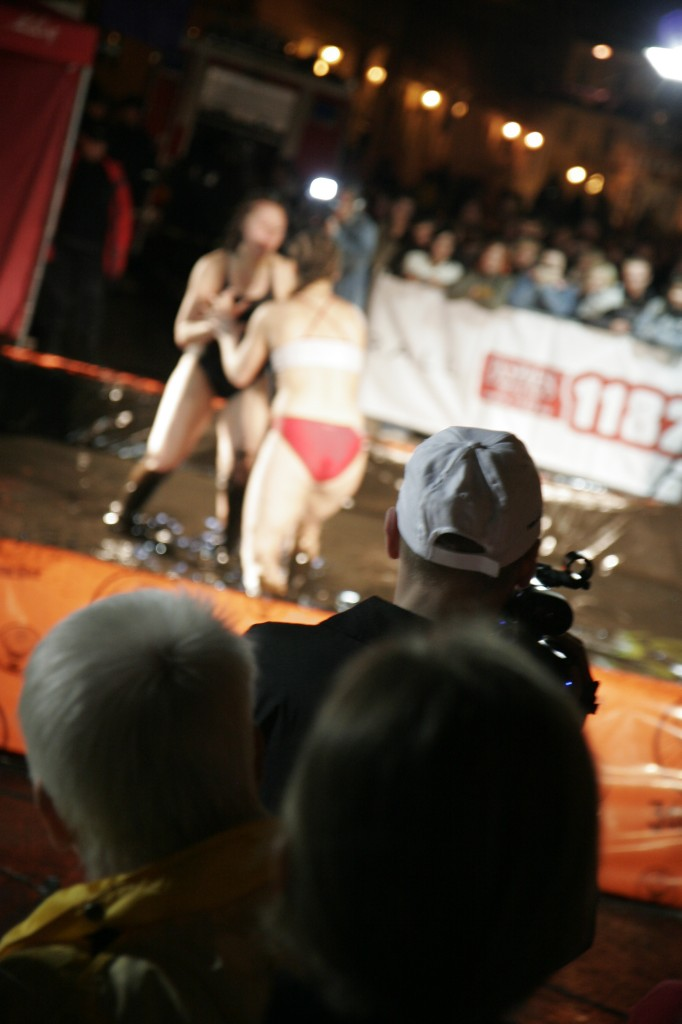
キャットファイトにおける泥レス

主に女性同士がエロティシズムを前に出した戦いを行う興行のことを指す。戦いそのものの結果を見せることを主眼とせず、訓練されていない格闘技の経験がなさそうな華奢な体つきの女性同士が戦うことが多い。この点で、プロフェッショナルとしての技術を前提に求められる一般的なプロレスや格闘技とは一線を画す。
日本における女子プロレスの出発点はキャットファイトである。パン・ショパン猪狩兄弟の妹であり日本初の女子プロレスラー猪狩定子と田山勝美がガーターベルト争奪戦での興行を打ったのが、日本の女子プロレスの始まりである。また、アメリカ女子プロレスの草分けとされるミルドレッド・バークもキャットファイト映像を制作したことがあった。
アメリカ合衆国のWWEでは、ディーヴァと呼ばれる女性達がビキニマッチ、下着マッチ等のキャットファイトを思わせる演出を施した試合を行っている。米国ではさらにNWWLやフォクシー・ボクシングなどのキャットファイト系プロモーションも存在する。フォクシー・ボクシングは過去に日本でも放送されたことがあり、映画化もされている。
日本に於いてキャットファイトを行う団体として、2001年4月7日旗揚げのNCL（New Japan Catfight League/新日本キャットファイト連盟）と、2002年2月26日旗揚げのCPE（Cat Panic Entertainment）の2団体が存在した。主に東京と大阪で活動しており、年に1回NCPと題し、2団体合同の興行を行っていたが、2010年にNCLは解散。CPEが現存する日本最古のキャットファイト団体となった。2011年にはプロレス形式に特化した新団体「ファイティングガールズ」を、長年キャットファイト作品をリリースしているアキバコムが旗揚げした。活動休止を経て2016年に後継にあたるBWP（バトルワールドプロレスリング）と性的志向の強いSSS（SUPER SONIC SATELLITES）に分裂している。
興行は主にショーパブやライブハウスで行われるが、大きなものは新木場1stRINGや北沢タウンホール、味園ユニバースなど一般の格闘技会場を使用する場合もあり、CPEは年に5回ほど新木場1stRINGにて興行を行っている。2006年11月26日にはNCPとして大阪・フェスティバルゲートにてキャットファイト関西初上陸を果たした。現在は難波の味園ユニバースにてCPEが年1興行を開催している。
さらに、2006年にはCPEとして横浜赤レンガ倉庫大会、2015年には両国国技館にてCPE提供試合、2018年には日本武道館で行われたアイドル博内でオイルレスリングなど3試合を披露した。
キャットファイト興行やDVDには、専門のキャットファイターの他、グラビアアイドル、アクション女優、レースクイーン、AV女優などが出演することが多い。プロである女子プロレスラーや女子格闘技選手なども出演している。一方で、キャットファイトからプロレスラーや格闘家に転向する者もいる。
キャットファイトの映像ソフト市場には、バトル、SSS、ピンクカフェオレなどのキャットファイト専門レーベルの他に、かつてはソフト・オン・デマンド、GARCONなどの大手を含めたアダルトビデオメーカーが参入した。その後、現在でもキャットファイト作品を制作しているメーカーもある。参入初期には、キャットファイトのサイトやファンが企画した女闘神マンティコアやSODグランドキャットファイトGPなどの作品も誕生している。
なお、日本にはキャットファイト専門店も存在する。また、キャットファイト専門誌『バトルヴィーナス』が鹿砦社より発行されている（現在休刊中）。

### 試合形式

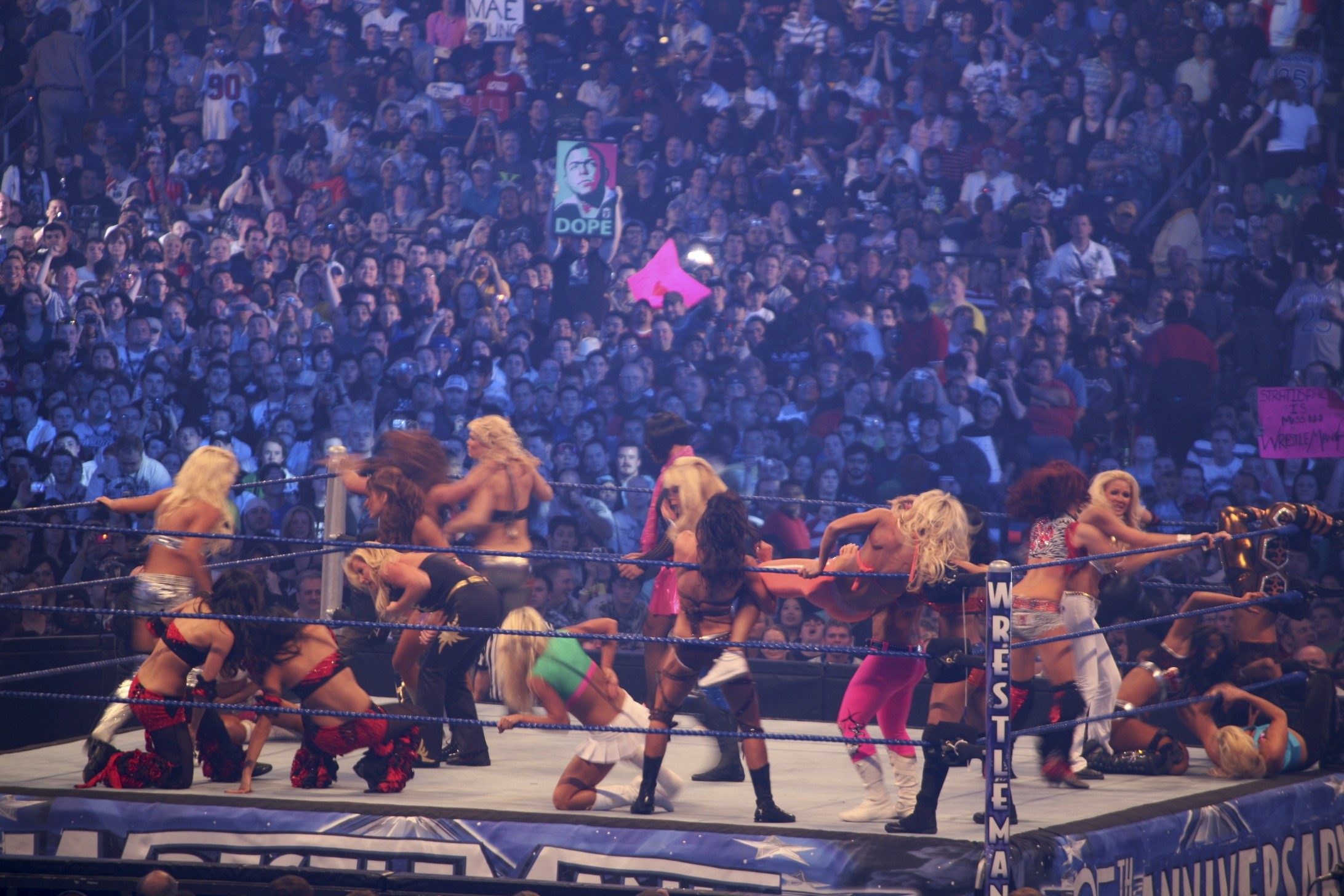
レッスルマニア25で行われたディーヴァ・バトルロイヤル（2009年）

前述の通りエンターテイメント性が高く、試合形式は総合格闘技ルール、キックボクシングルール、プロレスルールなどその場その場で違う。中には「追い剥ぎマッチ」と呼ばれる相手の衣装を脱がせたら勝利となるなどお色気面をより強調したルールも存在する。また、CPE・海外のインディペンデント団体などでは男女含めたデスマッチやハードコア戦も少なくなく、それらを売りにしているキャットファイト団体さえ存在する。
相撲形式の戦いもあり、その際は2本先取制または、まわしの外し合いなどのルールが採用されることが多い。
他の格闘技を擬してリングを使用する場合もあるが、リングを使用すると観客から細かい部分が見えにくくなるため、ロープを外したり、あるいははじめからリングでなく青いブルーシート上や舞台上で行われることもある。また、四角いリングではなく「泥レスリング」「オイルレスリング」「ローションプール」「砂浜」「アパートの部屋」などリング以外の場所に設定されることもある。相撲形式の戦いの際には「簡易土俵」や土の本格的な土俵が使用されることもある。

### 選手の服装
特に決められたルールはなく、コスチュームは存在しない、一般的な格闘技の様にトランクスやスパッツ（上はTシャツやタンクトップ）などで戦うこともあるが、主にプロスタイル（プロレス形式）ルールでは90年代までの女子プロレスを模倣して競泳用水着を着用する他、ビキニ、トップレス、下着、パジャマ、セーラー服の他ナースなどの制服を着用して良く言えば個性的、悪く言えば客に媚びたコスプレをして戦うこともある。
また、総合格闘技ルールやレスリングルールなどでは選手が破れやすい素材で作ったコスチュームを着用していることがあり、この場合はコスチュームが激しい動きによって偶然に破けてしまうという演出がなされた試合が行われる。マスク着用の選手も多い。

## 芸術作品
アメリカではミュージックとの関連性も強くなりヒスパニック系のラップやダンスミュージック等のミュージッククリップにもメインテーマとしてキャットファイトを用いているビデオディレクターも存在している。また、ここ最近ではCFにもシアトリカルな手法でキャットファイトをディレクションしたビデオも増えている。

## 市販作品
連続する映像作品を通してストーリーを構成していくスタイルのキャットファイトを提唱したCatfight Ronald率いる「SuperSonicSatellites」をはじめ、既出のバトル、ピンクカフェオレなどの、いくつかのキャットファイト専門レーベルが存在しているが、そのほとんどはアキバコム系列に分類される。
ところで、日本では1980年代の女子プロレスブームを頂点として近年ではその人気は下降傾向にあるが、その中で1980年代・黄金期の女子プロレスを映像作品として再現を試みる「ラピュタ」という独立系メーカーも存在する。

## ポルノ、アダルトビデオ
日本国内外で趣向に相違があり、国内では主にプロレス、レズバトル、ボクシング、相撲、ミックスファイト等の分野が主流である。海外で人気が高い喧嘩、泥レスリング、オイルレスリング、コント形式のショーなどの分野の人気は低い。また、バトルやDWWやディープスなどの一部作品では全裸の場合もある。
近年多様化が進み、猟奇趣味の作品もキャットファイトと関連付けされはじめたが、ことこのジャンルに関しての人気は海外も国内も同程度といわれている。

## 主なキャットファイト関係者
上林愛貴
FMW出身の女子プロレスラーであり、CPE創始者として「キャットファイトの母」と呼ばれる。CPEでは「Aky」名義で活動。CPE傘下として世界プロレス協会を立ち上げた。「ミス・モンゴル」としても活動。
神無月ひろ
本職は漫画家。くすぐリングスに「ひろひろ」名義で参戦。後にくすぐリングスNEOとして復活させた。
チェリー
NCLのキャットファイターからDDTプロレスリングでプロレスデビュー。現在はフリーのプロレスラーとして活動中。
HIROKO
SMクラブの女王様「千晶」として活動していた時代にキャットファイト作品出演歴あり。総合格闘家に転進しスマックガールなどで活躍した。
フェアリー日本橋
CPEにて「ラメイダー」として活動した後、プロレス入り。キャット時代にも女子プロレスラーと追い剥ぎマッチやローションマッチなどの対戦歴あり。現在はOSAKA女子プロレスを経てフリーで活動している。
ガキにゃん仮面☆
元AV女優。インディ団体のプロレス練習生や女子プロレス団体のオーディション合格の過去あり。「新垣ひとみ」名義を使用して参戦。AV引退後は社会人プロレス団体に参戦。
安藤あいか
元ミニスカポリスであり、アイスリボンでプロレスラー経験有り。
後藤リサ
元AV女優。
中居ちはる
元AV女優。
井上由美子
総合格闘家、プロレスラーとして活動した後、CPEなどに参戦。主な名義は羽柴まゆみ。
森崎愛
「戦うアイドル」の異名を持ちCPEなどで活動していたが、現在は引退。
古条彩華
アクション女優。ボクシングジムの練習生として当時の女子世界チャンピオンとエキシビションの経験あり。
福山理子
初代ミニスカポリスの一員でプロ雀士でもある。10年以上CPEを主戦場にしている。プロレスやキックボクシングの試合も経験している。
YUE
夏目雅子としてファイティングガールズでデビュー。2018年5月にBWPとSSSの2ブランド王者となる。